# Völklingen

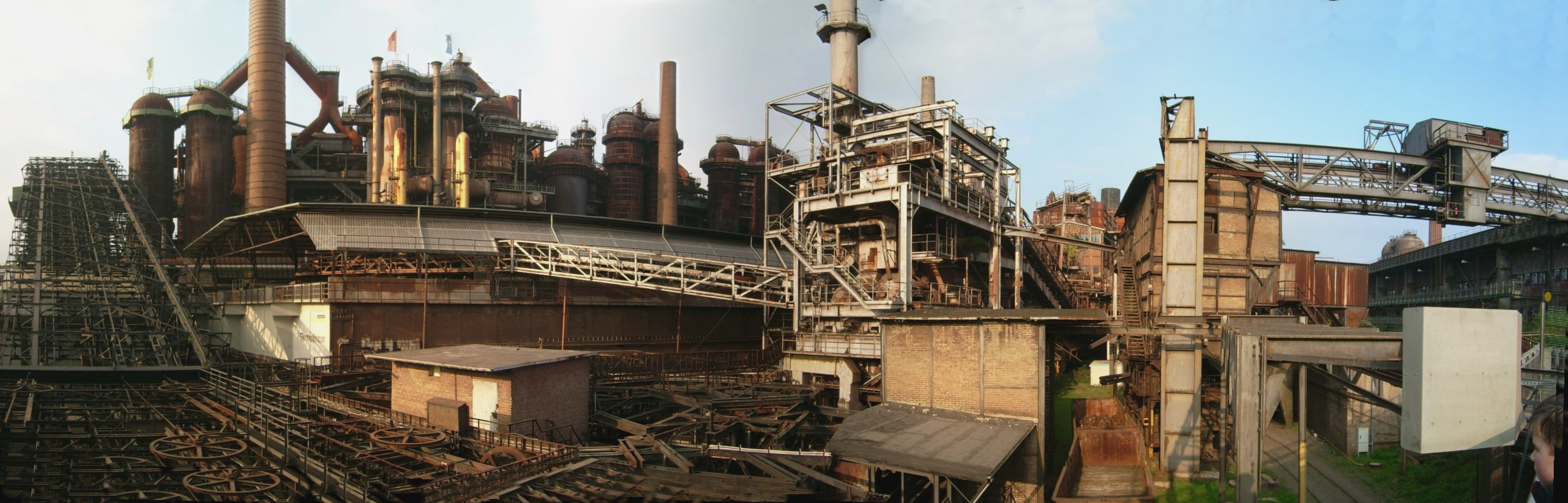
Panorama de Völklinger Hütte.

Völklingen (pronunciación en alemán: /ˈfœlklɪŋən/ⓘ) es una ciudad del distrito de Saarbrücken, en Sarre, Alemania. Se ubica cerca de la línea fronteriza con Francia en el río Saar, aproximadamente 10 kilómetros al oeste de Saarbrücken. 
La ciudad es conocida por su pasado industrial. En 1994 la fábrica siderúrgica de Völklingen, la única fábrica de finales del siglo XIX que se conserva intacta, fue declarada patrimonio de la Humanidad por la Unesco.